# Manuel Balbi
Manuel Balbi, właśc. Manuel Balbi Rojas (ur. 13 marca 1978 w Guadalajarze) – meksykański aktor występujący w telenowelach. W Polsce znany z telenowel: Wieczny płomień miłości, Hacjenda La Tormenta i Wdowa w bieli.

## Filmografia

### Telenowele
- 2008: Deseo prohibido jako Juan Antonio
- 2006–2007: Wdowa w bieli (La Viuda de Blanco) jako Megateo
- 2005: Hacjenda La Tormenta (La Tormenta) jako Jesús Niño Camacho Segura
- 2005: Decyzje (Decisiones) jako Nicolás
- 2004: Wieczny płomień miłości (Gitanas) jako Mirko
- 2002: Agua y aceite jako Patricio
- 2002: Tal para cual
- 2001: Amigas y rivales
- 2000: Siempre te amaré